# ترزی کورنی
ترزی کورنی (به لاتین: Trzy Korony) یک رشته‌کوه و قله می‌باشد که در لهستان واقع شده‌است. ترزی کورنی ۹۸۲ متر بالاتر از سطح دریا قرار دارد.